# De Chapa (manzana)
De Chapa es una  variedad cultivar de manzano (Malus domestica) Esta manzana está cultivada tradicionalmente en la sierra norte de Madrid Comarca Lozoya Somosierra, se encuentra en Valdemanco, Bustarviejo y en Canencia. Se está cultivando en el vivero de "La Troje" "Asociación sembrando raíces, cultivando biodiversidad", donde cultivan variedades frutícolas y hortícolas de la herencia para su conservación y recuperación de su cultivo. Así mismo está cultivado en el IMIDRA- Banco de Germoplasma de Variedades Tradicionales de Frutales de la Comunidad de Madrid (Finca La Isla).

## Sinónimos
- “Manzanas de Chapa“,
- "Manzana Corraleña de La Hiruela".[5]

## Historia
Ha sido la variedad más abundantemente cultivada en Valdemanco, y Bustarviejo.
En la Sierra Norte de Madrid es muy apreciada por su textura, ya que al ser blanda es la manzana ideal para las dentaduras de personas mayores y niños. Según Antonio “el Torero” (Bustarviejo) es “más fina que la camuesa romana”. También se valora su buena productividad.

## Características
El manzano de la variedad 'De Chapa' tiene un vigor elevado; con la floración en el mes de abril; las flores se presentan capullo rojo y flor abierta jaspeada de rojo.
La variedad de manzana 'De Chapa' tiene un fruto de tamaño medio; forma redondeada cónicaa, costillas pronunciadas, y con contorno irregular; piel brillante; con color de fondo verde claro amarillo-blancuzco, importancia del sobre color alto, siendo el color del sobre color rojo ciclamen, forma del sobre color chapa, el sobre color se presenta con “chapa” mancha redondeada rojo intenso que normalmente cubre con bordes  delimitados 2 cuartas partes del fruto en zonas expuestas al sol, y una sensibilidad al "russeting" (pardeamiento áspero superficial que presentan algunas variedades) muy débil. pedúnculo corto, y de grosor grueso, no sobresale de la cavidad peduncular, anchura de la cavidad peduncular es media, profundidad de la cavidad pedúncular es poco profunda, y con importancia del "russeting" en cavidad peduncular débil; anchura de la cavidad calicina media, profundidad de la cav. calicina es poco profunda, bordes ondulados, y con importancia del "russeting" en cavidad calicina débil; ojo pequeño, semiabierto; sépalos triangulares de color verde grisáceo.
Las manzanas 'De Chapa' tienen la carne blanda, textura harinosa, sabor dulce; se cosecha en octubre, y ya está madura para comerla. Aguantan menos que otras variedades, ya que a mediados de invierno se empiezan a poner negras por dentro, como mucho se conservan hasta febrero. Las manzanas que se caen del árbol se comen desde San Miguel (29 de septiembre), estas manzanas golpeadas se dice que “están modorras”.

## Cultivo
Se injertan de púa sobre "maíllos" (Malus sylvestris) que se traen "del monte" y "manzanos nacedizos". Los patrones se suelen trasplantar entre noviembre y marzo y se injertan al año siguiente, aunque en algunos casos se realiza el injerto ese mismo invierno. Los patrones se trasplantaban en un hoyo muy hondo “hasta la altura de la faja” (aprox. 1 m). Se debe hacer el hoyo en otoño, porque durante todo el invierno "se cría una babilla de tierra fina en el hoyo" que es beneficiosa para el árbol. Los injertos se deben hacer en febrero o marzo, “cuando se empieza a mover la savia, a despegarse la corteza”. Las púas se solían recoger de frutales más atrasados que el patrón, ya que “la puga tiene que tener menos savia que el patrón, para que no se seque”.